# Beijing National Indoor Stadium
Beijing National Indoor Stadium er en indendørsarena beliggende i Olympic Green i Beijing, Kina. Stadionet blev konstrueret til Sommer-OL 2008 og åbnede den 26. november 2007. Stadionet har en kapacitet på 19.000.
Ved sommer-OL 2008 vil stadionet blive brugt til redskabsgymnastik, trampolinspring og håndbold.
| Sport | Spire Denne artikel om sport er en spire som bør udbygges. Du er velkommen til at hjælpe Wikipedia ved at udvide den. |

39°59′39″N 116°23′03″Ø / 39.99417°N 116.38417°Ø